# World Airways
Pour les articles homonymes, voir WA et WOA.

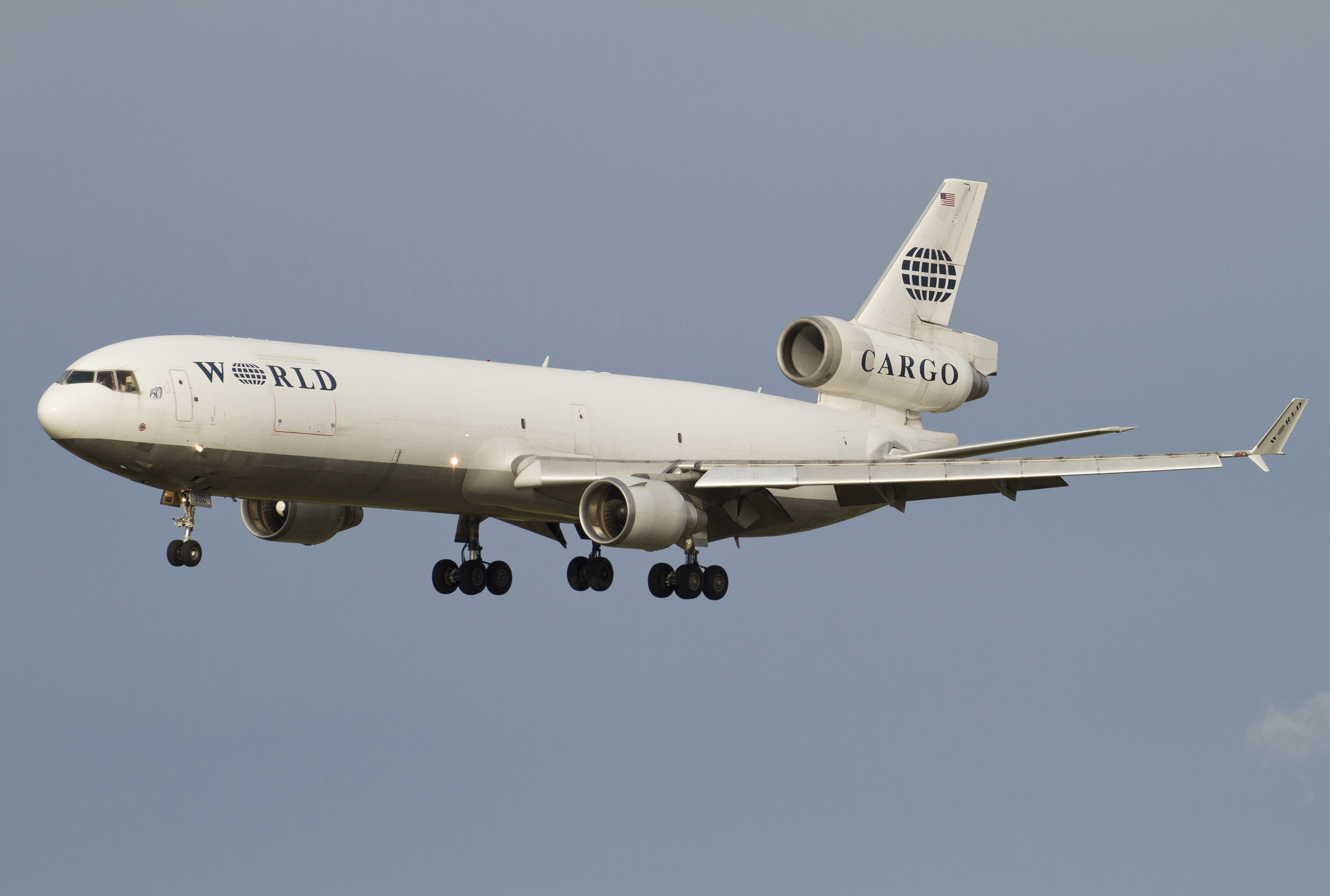
Un MD-11 de World Airways

World Airways était une compagnie aérienne américaine créée à Peachtree City, en Géorgie (États-Unis), en 1948 par Benjamin Pepper et Edward Joseph Daly. La compagnie cesse ses activités le 27 mars 2014.
Son code AITA est WO et son code OACI est WOA.

## Histoire
Edward Joseph Daly acheta la compagnie en 1950 pour le prix de 50 000 $, et y ajouta des Douglas DC-4.
Dans les années 2000, elle fournit un transport aérien pour les clients qui ont besoin d'avions d'affaire ou charters en vol long-courrier ou bien en service de cargaison.
En 2008, la compagnie rachète deux Boeing 747-400 convertis en charter à Malaysia Airlines et Singapore Airlines.
Début 2011, elle rachète et convertit deux Boeing 747-400 supplémentaires.

### 2007
Global Aero Logistics est a cette date un des plus grands groupes de transport aérien des États-Unis. Cette holding contrôle notamment les compagnies aériennes ATA Airlines, North American Airlines, et World Airways.